# المجيرنة (مذيخرة)

تعديل مصدري - تعديل

المجيرنة محلة تابعة لقرية بني الورد، التابعة لعزلة بني الورد بمديرية مذيخرة إحدى مديريات محافظة إب في الجمهورية اليمنية، بلغ تعداد سكانها 200 حسب تعداد اليمن لعام 2004.